# Halsskov Odde
55°20′50.5″N 11°5′35.94″Ø / 55.347361°N 11.0933167°Ø
Halsskov Odde ligger syd for Storebæltsbroen på Sjællands siden. Stedet er oplagt sted til fotografering af broen og er en yndet plads for lystfiskere.  Odden fortsætter som Halsskov Rev godt 2½ kilometer mod vest.
På Odden ligger Isbådsmuseet. Fra den tidligere isbådsstation, fragtede man tidligere i strenge vintre passagerer over Storebælt i specialbyggede isbåde.
Odden og kysten er en del af Natura 2000-område nr. 116 Centrale Storebælt og Vresen (tidligere område nr. 165) Området er oprettet for at beskytte bestanden af marsvin i området .
- Storebæltsforbindelsens højbro set fra den yderste spids af odden
- Storebæltsbroens landfæste set fra Halsskov Odde mod nord; I baggrunden under broen ses Højklint
- Isbådsmuseet